# Dineulophus
Dineulophus är ett släkte av steklar. Dineulophus ingår i familjen finglanssteklar.
Kladogram enligt Catalogue of Life:
| Dineulophus | \| \| Dineulophus clavicornis \| \| \| \| \| \| Dineulophus phthorimaeae \| \| \| \| |
|             | \| \| Dineulophus clavicornis \| \| \| \| \| \| Dineulophus phthorimaeae \| \| \| \| |
|             | Dineulophus clavicornis                                                              |
|             |                                                                                      |
|             | Dineulophus phthorimaeae                                                             |
|             |                                                                                      |